# Warren Parr
Warren Parr (Warren Cornelius Parr; * 25. Januar 1952) ist ein ehemaliger australischer Hürdenläufer, der sich auf die 110-Meter-Distanz spezialisiert hatte.
1973 gewann er Silber bei den Pacific Conference Games, und 1974 wurde er Vierter bei den British Commonwealth Games in Christchurch.
Bei den Olympischen Spielen 1976 in Montreal erreichte er das Halbfinale.
1977 wurde er Siebter beim Leichtathletik-Weltcup in Düsseldorf und siegte bei den Pacific Conference Games.
Bei den Commonwealth Games holte er 1978 in Edmonton Bronze und wurde 1982 in Brisbane Neunter.
Viermal wurde er Australischer Meister (1973, 1974, 1976, 1980). Seine persönliche Bestzeit von 13,6 s stellte er am 9. Oktober 1977 in Sydney auf.